# Министерство юстиции и правовых реформ Шри-Ланки
Министерство юстиции и правовых реформ (Шри-Ланка) направляет внедрение политики, планов и программ в отношении правосудия и правовых реформ, а также управление судами и тюрьмами.
Министерство не несет ответственности за полицию, которая входит в юрисдикцию Министерства обороны.

## Департаменты и агентства
- Департамент Генерального прокурора
- Управление тюрем
- Департамент законопроектов
- Департамент Правительственной Аналитики
- Совет долговых погашений
- Правовая комиссия Шри-Ланки
- Юридическая комиссия помощи Шри-Ланки
- Комиссия посреднических советов
- Секретарь Верховного суда
- Судебная и реформистская группы
- Школа для молодых правонарушителей